# Igny (Essonne)
Igny és un municipi francès, situat al departament de l'Essonne i a la regió de Illa de França. L'any 2007 tenia 10.208 habitants.
Forma part del cantó de Palaiseau i del districte de Palaiseau. I des del 2016 de la Comunitat d'aglomeració París-Saclay.

## Demografia

### Població
El 2007 la població de fet d'Igny era de 10.208 persones. Hi havia 3.946 famílies, de les quals 1.121 eren unipersonals (402 homes vivint sols i 719 dones vivint soles), 1.049 parelles sense fills, 1.467 parelles amb fills i 309 famílies monoparentals amb fills.
La població ha evolucionat segons el següent gràfic:
Habitants censats

### Habitatges
El 2007 hi havia 4.214 habitatges, 4.032 eren l'habitatge principal de la família, 34 eren segones residències i 148 estaven desocupats. 2.770 eren cases i 1.349 eren apartaments. Dels 4.032 habitatges principals, 2.755 estaven ocupats pels seus propietaris, 1.183 estaven llogats i ocupats pels llogaters i 94 estaven cedits a títol gratuït; 219 tenien una cambra, 346 en tenien dues, 758 en tenien tres, 1.016 en tenien quatre i 1.694 en tenien cinc o més. 2.976 habitatges disposaven pel capbaix d'una plaça de pàrquing. A 1.734 habitatges hi havia un automòbil i a 1.842 n'hi havia dos o més.

### Piràmide de població
La piràmide de població per edats i sexe el 2009 era:
| Homes | Edats   | Dones |
| ----- | ------- | ----- |
| 0     | 95 o +  | 12    |
| 8     | 90 a 94 | 16    |
| 40    | 85 a 89 | 84    |
| 44    | 80 a 84 | 104   |
| 92    | 75 a 79 | 112   |
| 168   | 70 a 74 | 212   |
| 228   | 65 a 69 | 252   |
| 276   | 60 a 64 | 224   |
| 288   | 55 a 59 | 320   |
| 332   | 50 a 54 | 372   |
| 336   | 45 a 49 | 300   |
| 324   | 40 a 44 | 356   |
| 332   | 35 a 39 | 372   |
| 372   | 30 a 34 | 340   |
| 340   | 25 a 29 | 244   |
| 344   | 20 a 24 | 276   |
| 308   | 15 a 19 | 264   |
| 276   | 10 a 14 | 296   |
| 284   | 5 a 9   | 336   |
| 244   | 0 a 4   | 212   |

## Economia
El 2007 la població en edat de treballar era de 6.410 persones, 4.785 eren actives i 1.625 eren inactives. De les 4.785 persones actives 4.482 estaven ocupades (2.312 homes i 2.170 dones) i 302 estaven aturades (144 homes i 158 dones). De les 1.625 persones inactives 537 estaven jubilades, 775 estaven estudiant i 313 estaven classificades com a «altres inactius».

### Ingressos
El 2009 a Igny hi havia 3.997 unitats fiscals que integraven 10.310,5 persones, la mediana anual d'ingressos fiscals per persona era de 28.749 €.

### Activitats econòmiques
Dels 392 establiments que hi havia el 2007, 6 eren d'empreses alimentàries, 3 d'empreses de fabricació de material elèctric, 22 d'empreses de fabricació d'altres productes industrials, 39 d'empreses de construcció, 77 d'empreses de comerç i reparació d'automòbils, 19 d'empreses de transport, 11 d'empreses d'hostatgeria i restauració, 23 d'empreses d'informació i comunicació, 14 d'empreses financeres, 21 d'empreses immobiliàries, 89 d'empreses de serveis, 37 d'entitats de l'administració pública i 31 d'empreses classificades com a «altres activitats de serveis».
Dels 78 establiments de servei als particulars que hi havia el 2009, 2 eren oficines de correu, 7 oficines bancàries, 1 funerària, 6 tallers de reparació d'automòbils i de material agrícola, 1 taller d'inspecció tècnica de vehicles, 1 autoescola, 7 paletes, 3 guixaires pintors, 3 fusteries, 5 lampisteries, 8 electricistes, 3 empreses de construcció, 6 perruqueries, 2 veterinaris, 8 restaurants, 9 agències immobiliàries, 1 tintoreria i 5 salons de bellesa.
Dels 21 establiments comercials que hi havia el 2009, 2 eren botigues de més de 120 m², 1 una botiga de més de 120 m², 5 fleques, 3 carnisseries, 3 llibreries, 1 una llibreria, 2 botigues d'electrodomèstics, 1 una botiga d'electrodomèstics i 3 floristeries.

## Equipaments sanitaris i escolars
El 2009 hi havia 4 farmàcies i 1 ambulància.
El 2009 hi havia 3 escoles maternals i 4 escoles elementals. Igny disposava de 2 col·legis d'educació secundària amb 1.179 alumnes.

## Poblacions més properes
El següent diagrama mostra les poblacions més properes.